# Айон (коммуна)
Айо́н (фр. Ailhon, окс. Alhon) — коммуна во Франции, находится в регионе Рона — Альпы. Департамент коммуны — Ардеш. Входит в состав кантона Обена. Округ коммуны — Ларжантьер.
Код INSEE коммуны — 07002.

## Население
Население коммуны на 2008 год составляло 471 человек.
| 1962 | 1968 | 1975 | 1982 | 1990 | 1999 | 2008 |
| ---- | ---- | ---- | ---- | ---- | ---- | ---- |
| 121  | 140  | 134  | 173  | 290  | 336  | 471  |

## Экономика
В 2007 году среди 313 человек в трудоспособном возрасте (15—64 лет) 233 были экономически активными, 80 — неактивными (показатель активности — 74,4 %, в 1999 году было 71,2 %). Из 233 активных работали 212 человек (113 мужчин и 99 женщин), безработных было 21 (8 мужчин и 13 женщин). Среди 80 неактивных 29 человек были учениками или студентами, 26 — пенсионерами, 25 были неактивными по другим причинам.

## Достопримечательности
- Церковь Св. Андрея XI века. Расширена и перестроена в начале XVI века, содержит много скульптур.

## Фотогалерея

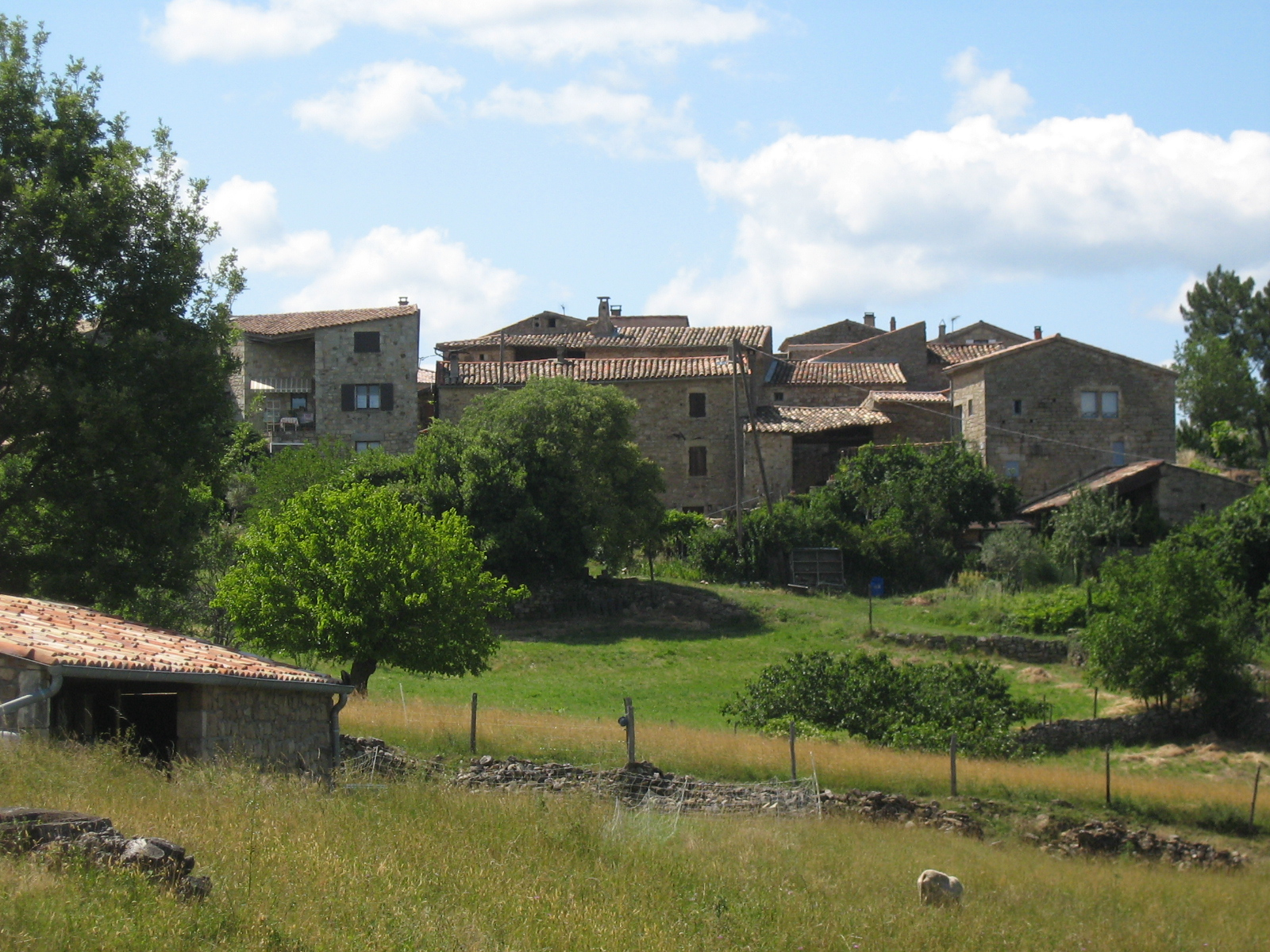
Айон
Айон (панорама)
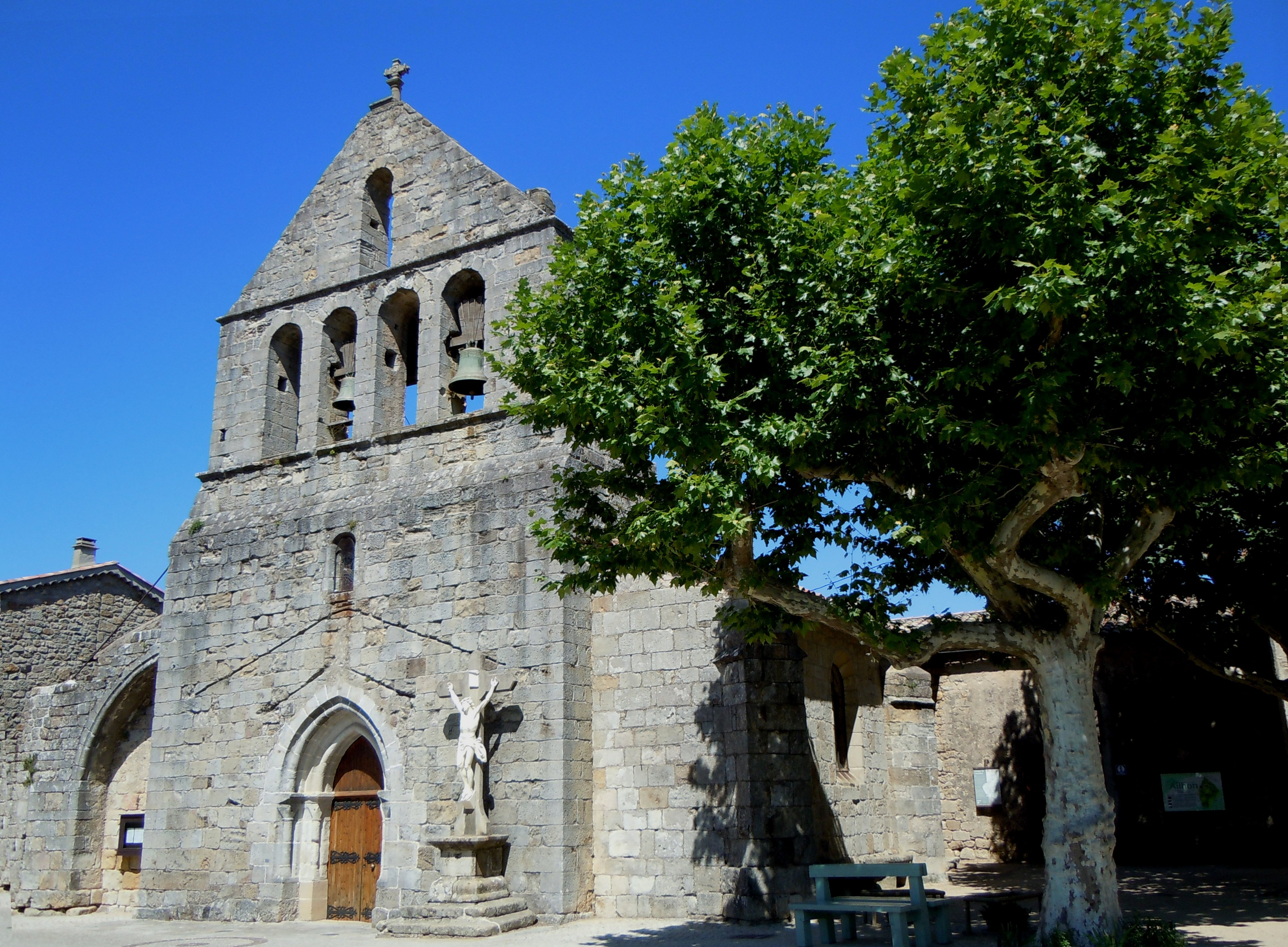
Церковь Св. Андрея
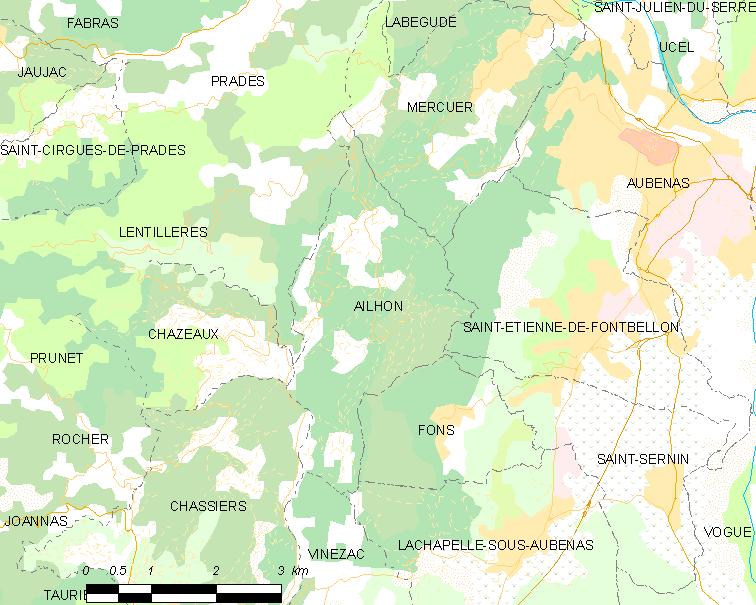
Карта коммуны